# Édouard Artigas
Pour les articles homonymes, voir Artigas (homonymie).
Édouard Artigas, né le 26 février 1906 dans le 10e arrondissement de Paris et mort le 25 février 2001 à Antibes, est un escrimeur français. Membre de l'équipe de France d'épée et de l'US Métro, il est à plusieurs reprises médaillé lors des championnats du monde et des Jeux olympiques.

## Palmarès

### Jeux olympiques
- Médaille d'or en épée par équipe aux Jeux olympiques d'été de 1948.

### Championnats du monde
- Médaille d'or à l'épée individuel en 1947
- Médaille d'or à l'épée par équipe en 1947
- Médaille d'argent à l'épée par équipe en 1937
- Médaille d'argent à l'épée par équipe en 1953
- Médaille d'argent à l'épée par équipe en 1955